# St. Lioba (Leingarten)

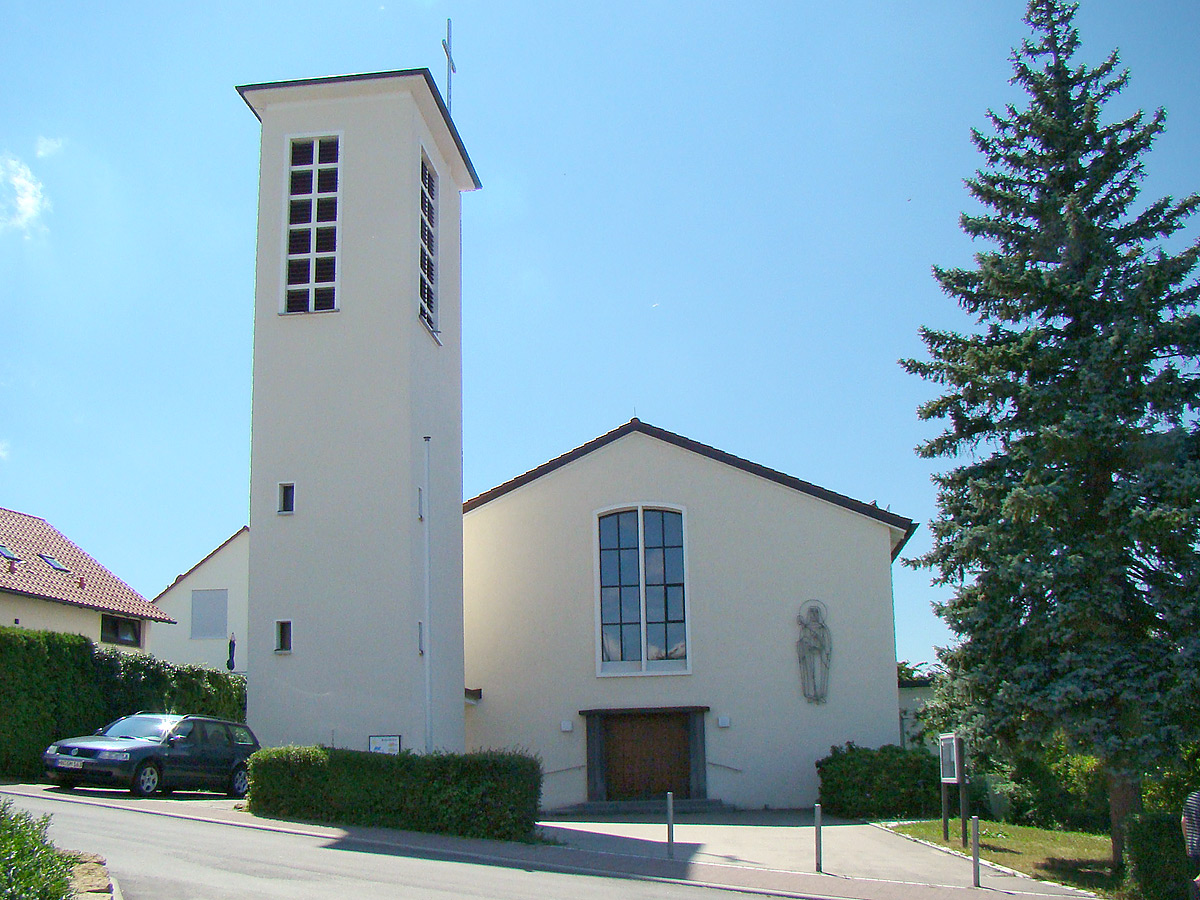
St. Lioba in Leingarten

Die katholische Kirche St. Lioba in Großgartach, einem Stadtteil von Leingarten im Landkreis Heilbronn, wurde 1956/57 errichtet.

## Geschichte
Nachdem Großgartach, das sich 1970 mit Schluchtern zur Gemeinde Leingarten vereinigte, bis zum Beginn des 20. Jahrhunderts nahezu rein evangelisch war, stieg die Zahl der katholischen Einwohner mit dem Wandel des Ortes zu einer Arbeiterwohngemeinde im frühen 20. Jahrhundert allmählich an. Als sich nach dem Zweiten Weltkrieg zahlreiche katholische Heimatvertriebene, Flüchtlinge und Evakuierte in Großgartach niedergelassen hatten, gab es im Jahr 1950 bereits 450 Katholiken, 1954 waren es 550. Die Großgartacher Katholiken wurden bis 1957 vom katholischen Pfarramt Schluchtern betreut, dann bis 1971 vom katholischen Pfarramt Kirchhausen. Die Gottesdienste fanden nach 1945 in der evangelischen Lorenzkirche statt.
Nach 1950 gab es zahlreiche Veranstaltungen zur Sammlung von Geldmitteln für einen Kirchenneubau. Eine bedeutende Spende kam auch vom Verein katholischer deutscher Lehrerinnen. Die katholische Gemeinde konnte bald ein günstiges Baugrundstück am Rosenberger erwerben. Dort fand am 23. Mai 1956 in Anwesenheit von 200 katholischen Lehrerinnen die Grundsteinlegung der Kirche statt. Am 2. Juni 1957 wurden die Glocken geweiht, am 16. Juni 1957 die Kirche.  Mit dem Patrozinium der Lioba von Tauberbischofsheim, die sich um die theologische Erziehung junger Mädchen gekümmert hatte, nahm man Bezug auf die großzügige Spende des Lehrerinnen-Vereins. Das später neben der Kirche errichtete Gemeindezentrum wurde 1992 eingeweiht.
Die Kirchengemeinde St. Lioba gehörte bis 1971 zum Erzbistum Freiburg und kam nach der Vereinigung von Großgartach und Schluchtern zur neuen Gemeinde Leingarten im Jahr 1970 zum Bistum Rottenburg-Stuttgart. Die katholischen Gemeinden der Teilorte Großgartach und Schluchtern haben sich am 1. Januar 1977 zur katholischen Kirchengemeinde St. Pankratius-St. Lioba Leingarten vereinigt.